# Mallard (Iowa)
Mallard is een plaats (city) in de Amerikaanse staat Iowa, en valt bestuurlijk gezien onder Palo Alto County.

## Demografie
Bij de volkstelling in 2000 werd het aantal inwoners vastgesteld op 298. In 2006 is het aantal inwoners door het United States Census Bureau geschat op 275, een daling van 23 (-7,7%).

## Geografie
Volgens het United States Census Bureau beslaat de plaats een oppervlakte van 1,0 km², geheel bestaande uit land. Mallard ligt op ongeveer 378 m boven zeeniveau.

## Plaatsen in de nabije omgeving
De onderstaande figuur toont nabijgelegen plaatsen in een straal van 20 km rond Mallard.